# Le Fouilloux
Le Fouilloux és un municipi francès situat al departament del Charente Marítim i a la regió de la Nova Aquitània. L'any 2007 tenia 679 habitants.

## Demografia

### Població
El 2007 la població de fet de Le Fouilloux era de 679 persones. Hi havia 284 famílies de les quals 87 eren unipersonals (33 homes vivint sols i 54 dones vivint soles), 99 parelles sense fills, 82 parelles amb fills i 16 famílies monoparentals amb fills.
La població ha evolucionat segons el següent gràfic:
Habitants censats

### Habitatges
El 2007 hi havia 339 habitatges, 295 eren l'habitatge principal de la família, 22 eren segones residències i 23 estaven desocupats. 327 eren cases i 7 eren apartaments. Dels 295 habitatges principals, 217 estaven ocupats pels seus propietaris, 62 estaven llogats i ocupats pels llogaters i 15 estaven cedits a títol gratuït; 4 tenien una cambra, 15 en tenien dues, 56 en tenien tres, 82 en tenien quatre i 137 en tenien cinc o més. 232 habitatges disposaven pel capbaix d'una plaça de pàrquing. A 127 habitatges hi havia un automòbil i a 126 n'hi havia dos o més.

### Piràmide de població
La piràmide de població per edats i sexe el 2009 era:
| Homes | Edats   | Dones |
| ----- | ------- | ----- |
| 0     | 95 o +  | 0     |
| 4     | 90 a 94 | 4     |
| 4     | 85 a 89 | 12    |
| 0     | 80 a 84 | 4     |
| 12    | 75 a 79 | 36    |
| 20    | 70 a 74 | 20    |
| 12    | 65 a 69 | 32    |
| 32    | 60 a 64 | 16    |
| 20    | 55 a 59 | 24    |
| 20    | 50 a 54 | 20    |
| 20    | 45 a 49 | 8     |
| 28    | 40 a 44 | 36    |
| 12    | 35 a 39 | 20    |
| 24    | 30 a 34 | 16    |
| 16    | 25 a 29 | 20    |
| 20    | 20 a 24 | 12    |
| 28    | 15 a 19 | 8     |
| 16    | 10 a 14 | 16    |
| 16    | 5 a 9   | 8     |
| 28    | 0 a 4   | 8     |

## Economia
El 2007 la població en edat de treballar era de 421 persones, 300 eren actives i 121 eren inactives. De les 300 persones actives 262 estaven ocupades (153 homes i 109 dones) i 38 estaven aturades (14 homes i 24 dones). De les 121 persones inactives 43 estaven jubilades, 23 estaven estudiant i 55 estaven classificades com a «altres inactius».

### Ingressos
El 2009 a Le Fouilloux hi havia 303 unitats fiscals que integraven 698 persones, la mediana anual d'ingressos fiscals per persona era de 14.507 €.

### Activitats econòmiques
Dels 26 establiments que hi havia el 2007, 1 era d'una empresa extractiva, 1 d'una empresa alimentària, 7 d'empreses de fabricació d'altres productes industrials, 7 d'empreses de construcció, 2 d'empreses de comerç i reparació d'automòbils, 1 d'una empresa de transport, 3 d'empreses d'hostatgeria i restauració, 1 d'una empresa immobiliària, 1 d'una empresa de serveis i 2 d'empreses classificades com a «altres activitats de serveis».
Dels 10 establiments de servei als particulars que hi havia el 2009, 1 era un taller de reparació d'automòbils i de material agrícola, 2 paletes, 2 guixaires pintors, 1 fusteria, 1 lampisteria, 1 electricista i 2 restaurants.
Dels 2 establiments comercials que hi havia el 2009, 1 era una fleca i 1 una carnisseria.
L'any 2000 a Le Fouilloux hi havia 34 explotacions agrícoles que ocupaven un total de 532 hectàrees.

## Equipaments sanitaris i escolars
El 2009 hi havia una escola elemental.

## Poblacions més properes
El següent diagrama mostra les poblacions més properes.